# Декреты Берута
Декреты Берута (нем. Bierut-Dekrete) — термин, используемый в немецкой историографии для обозначения ряда декретов, законов и постановлений, принятых Временным правительством национального единства в период с 1945 по 1946 год, касающихся бегства и изгнания этнических немцев из Польши и связанных с ними имущественных вопросов.
«Декреты Берута» названы в честь Болеслава Берута, назначенного оккупационными советскими войсками лидером коммунистического правительства Польши в период с 1944 года до его смерти в Москве в 1956 году. Берут с 1944 по 1947 годы являлся главой Временного национального совета, квази-парламент Крайова Рада Народова.
Этот термин представляет собой отголосок декретов Бенеша, которые критики рассматривают как образец этнической чистки немецкого и венгерского меньшинств в Чехословакии в период с 1945 по 1948 год.

## Предыстория
После поражения нацистской Германии в мае 1945 года политические лидеры союзных держав встретились в Потсдаме с 17 июля по 2 августа, чтобы достичь соглашения по послевоенному урегулированию. По результатам конференции территория Польши была расширена за счет территории Германии, её западная граница была проведена по Одеру и Нейсе. В результате этого большое количество этнических немцев оказались на территории Польши.
Кроме того, на востоке страны было уже экспроприировано имущество брошенное немцами в ходе советской наступательной операции. Что придает декретам Берута в основном ретроспективный характер.

## Закон о брошенном и заброшенном имуществе
Большая часть территории, переданной Польше из довоенной Германии в 1945 году, приходилась на территории, которые были частью исторического государства Пруссия, а затем и Германии, некоторые из которых оказались в их составе после разделов Речи Посполитой. Так было с большей частью Померании, Силезии и восточной части Бранденбурга, включая крупные города послевоенной Польши, такие как Щецин/Штеттин, Вроцлав/Бреслау. Город Гданьск/Данциг был аннексирован Прусским королевством во время второго раздела Польши в 1793 году и был вольным городом около 20 лет до Второй мировой войны. Временное правительство национального единства приняло новые законы в отношении немецкоязычного населения, проживавшего в новых границах Польши.

### Декреты Временного правительства национального единства
После смещения границ между двумя странами 6 мая 1945 года был подписан новый польский общий закон о брошенной и покинутой собственности, который в нескольких пунктах затронул немцев. Закон определил две категории активов, отличные друг от друга. Имущество, которое до вторжения в Польшу принадлежало немцам, а также проживающим в Германии перебежчикам из Польши (фольксдойче), было классифицировано как заброшенное. Между тем, активы, реквизированные и/или приобретенные немцами после вторжения, были классифицированы как заброшенные, когда новые законы вступили в силу. Закон подписали Болеслав Берут, Эдвард Осубка-Моравский, Хилари Минц и ещё четыре министра. Последующий указ от 8 марта 1946 года о бывшей немецкой собственности пошел ещё дальше и национализировал все немецкие активы, за исключением собственности, уже экспроприированной Советским Союзом. В то же время все законы, принятые немецкой оккупационной администрацией, были признаны юридически недействительными и незаконными. Закон подписали Болеслав Берут, Эдвард Осубка-Моравский и двадцать министров. В результате принятия нового закона граждане Германии, проживающие в Польше без действующего гражданства, стали временными лицами; следовательно, не было необходимости в дополнительном законе об исключении их из гражданства Польши.

### Исключение элементов враждебных Польскому государству
Декрет и закон 1945 г., а также дальнейший декрет от 13 сентября 1946 г. об исключении враждебных элементов из польского государства, касался этнического немецкого меньшинства, проживавшего в Польше, как это было определено границами, согласованными между 1923 и 1939 годами. В этих случаях изгнание немецкой части населения и безнаказанная экспроприация их собственности осуществлялись на законных основаниях.

## Основные указы

### Указ от 28 февраля 1945 г. об исключении элементов, враждебных Польскому государству.
Статья 6 (1) Граждане Польского государства, которые после 31 августа 1939 года были вынуждены оккупантами стать немцами на территории Польши или бывшего свободного города Данцига… или были включены оккупантами в привилегированную категорию, могут подать заявление на реабилитацию….
Статья 7 (1) Те, кто может доказать, что их принудили к включению [в привилегированную категорию немцев] против их воли, и кто может своим поведением продемонстрировать свое польское происхождение, могут быть признаны реабилитированными…
Статья 18 (1) На территориях Польской республики, насильственно включенных в состав Германской империи, или на территории бывшего вольного города Данциг найденное имущество подлежит аресту и конфискации у:
а) принадлежащих к немецкому государству (граждане Германии),:: б) лица немецкой национальности независимо от того, имеют ли они немецкий паспорт или нет,:: в) польские граждане, которых власти в условиях немецкой оккупации отнесли к….привилегированным категориям,:: г) польские граждане, которые… [во время оккупации] заявили, правдиво или нет, что они имеют немецкое гражданство или происхождение, и тем самым пользовались особыми правами и привилегиями…

### Закон от 6 мая 1945 г. о брошенном имуществе.
Статья 1 § 1: Брошенным имуществом для целей настоящего Закона является любое имущество, как движимое, так и недвижимое, которое после войны, начавшейся 1 сентября 1939 года, больше не находится во владении своих владельцев.
Статья 2 § 1: Любое движимое или недвижимое имущество, составляющее собственность или владение немецкого государства… или имущество немецкого гражданина или лиц, перешедших на сторону врага, является брошенным имуществом для целей настоящего закона
Статья 14, § 1: По заявлению министра департамента служба временной государственной администрации передает соответствующему министру контроль над управлением определённым хозяйственным предприятием.
Статья 38: Государство или лицо, указанные в ст. 14 [выше] или учреждение, имеющее соответствующие полномочия, получают права собственности на переданные активы по истечении пяти лет после окончания календарного года, в котором заканчивается война…

### Закон о национализации от 3 января 1946 г., касающийся перехода в государственную собственность основных отраслей народного хозяйства.
Статья 2 (1): Имущество безвозмездно передается в собственность государства в отношении предприятий промышленности, торговли, добычи полезных ископаемых, транспорта и торговли:
а) из немецкого государства и бывшего вольного города Данцига,:: б) от граждан немецкого государства или бывшего свободного города Данцига…, и
в) от предприятий, контролируемых через граждан немецкого государства или бывшего свободного города Данцига немецкими властями…

### Указ от 8 марта 1946 г. о заброшенных и бывших немецких активах.
Статья 2.1: В силу закона право собственности на активы переходит в собственность государства:
а) из немецкого государства и бывшего вольного города Данцига,:: б) от граждан немецкого государства или бывшего свободного города Данцига, за исключением лиц польской национальности или иной постгерманской национальности,:: из Германии или Данцига в) от юридических лиц, за исключением случаев, когда правосубъектность создается публично в соответствии с [польским национальным] законодательством, и
г) от предприятий, контролируемых через граждан немецкого государства или бывшего свободного города Данцига немецкими властями…
Статья 2.4: Активы немецких и данцигских юридических лиц в соответствии с публичным правом переходят в силу закона в собственность соответствующих польских юридических лиц.
Статья 3.2: Вся передача активов в соответствии с положениями 2.1 и 2.4 (выше), а также брошенных активов государству является недействительной, если их выполнение блокирует работу регионального офиса по делам о несостоятельности…

### Постановление от 24 марта 1946 г. об идентификации движимого имущества, ранее принадлежавшего Германии.
Чтобы сделать возможным приобретение имущества, состоящего из движимых активов, ранее принадлежавших Германии, я поручаю, чтобы эти движимые активы в восстановленных регионах [то есть областях Польши, ранее находившихся в Германии] были перечислены:
§ 1: Объект листинга касается движимого имущества, ранее принадлежавшего Германии, которое расположено:
а) в частном жилом помещении
б) в служебных помещениях, которые работники могут рассматривать как частное жилье
в) на предприятиях торговли, коммерции и ремесленной деятельности, которые действовали как частное предпринимательство…
В жилых помещениях, которые до сих пор совместно используются немцами и поляками, все движимое имущество считается принадлежащим полякам…
§ 10: Применяется график инвентаризации установленной формы. По существу, необходимо включить все движимое имущество, находящееся в пострадавших жилых помещениях. В частности ….
1. Все предметы мебели без исключения…, 2. Часы настенные и стоячие, 3. Потолочные и настольные лампы, 4. Пианино и другие музыкальные инструменты, 5. Ковры, коврики и гобелены, 6. Картины и скульптуры (за исключением товары массового производства), 7. бытовая техника значительной стоимости (электрические и газовые холодильники, духовки, швейные машины, пылесосы…), 8. Пишущие машинки и калькуляторы.
Указ от 13 сентября 1946 г. об исключении лиц немецкой национальности из состава Польского государства.

## Споры 2002 года
Премьер-министр Баварии Эдмунд Штойбер, кандидат в канцлеры ХДС и ХСС на федеральных выборах 2002 года, в ходе избирательной кампании неоднократно призывал Варшаву отменить «декреты Берута», которые, по его словам, были «несовместимы с европейскими нормами правовой порядок». Заявления Штойбера вызвали волнения в Польше. Польский историк Влодзимеж Бородзей продемонстрировал, что спорные указы"уже давно истекли" и что они больше не применяются. Однако административные акты, осуществленные на основании указов, остались в силе. В 2008 году Европейский суд по правам человека заявил, что он не обладает юрисдикцией в отношении заявлений об их аннулировании, и таким образом наложил санкции на последствия постановлений.